# Christusträger-Bruderschaft
Die Christusträger Bruderschaft ist eine deutsche ordensähnliche evangelische Bruderschaft in Unterfranken (Bayern). Die Bruderschaft gehört der Konferenz evangelischer Kommunitäten an.

## Geschichte
Die 1961 entstandene Bruderschaft hat ihren Sitz seit 1986 im Kloster Triefenstein in Mainfranken. Prior der 22 Christusträger-Brüder ist Gerd Maier. Weitere Standorte sind seit 1976 Gut Ralligen am Thunersee (Schweiz) und seit 2020 die Stadtkommunität Zürich. Als erste nichtstaatliche Organisation hatte die Bruderschaft 1971 in Kabul (Afghanistan) ein Leprakrankenhaus eröffnet. Heute gibt es dort zwei Kliniken, eine Werkstatt für Metallbauer und eine Lehrwerkstatt.
In Wilsdruff (Sachsen) initiierte die Bruderschaft die „Stiftung Leben und Arbeit“, die u. a. das Rittergut Limbach besitzt und restauriert. Seit 2022 ist die Bruderschaft nicht mehr in Sachsen vertreten.
Sowohl in der Zentrale im Kloster Triefenstein als auch im Gut Ralligen laden die Christusträger zu Seminaren, Gemeindefreizeiten und stillen Tagen ein. Als erste nichtstaatliche Organisation hatte die Bruderschaft 1971 in Afghanistan ein Leprakrankenhaus eröffnet. Heute gibt es dort in Kabul zwei ambulante Kliniken, die sich speziell um sehr arme Patientinnen und Patienten aus den Elendsvierteln der Stadt kümmern. Daneben unterstützt eine Werkstatt eine ganze Reihe von Krankenhäusern in der Stadt Kabul mit technischem Knowhow. In den Einrichtungen arbeiteten viele Jahre lang afghanische Ärzte, Pfleger und andere Mitarbeiter mit den Brüdern zusammen. Nach dem Regierungswechsel in Kabul übernahmen einheimische Mitarbeiter die Verantwortung vor Ort. Unterstützt werden sie dabei von zwei Brüdern, die nach Jahrzehnten in Afghanistan jetzt von Triefenstein aus aktiv sind.
Seit 1980 engagieren sich die Christusträger auch im Buschkrankenhaus Vanga im Kongo, rund 350 Kilometer östlich der Hauptstadt Kinshasa. Ein Bruder leitet dort als Kinderarzt die Pädiatrie, Arbeitsschwerpunkte sind u. a. der Kampf gegen Unterernährung, die Unterstützung mittelloser Patienten und die Ausbildung junger Ärztinnen und Ärzte.
Die Brüder leben nach den Evangelischen Räten (Ehelosigkeit, Armut und Gehorsam). Inzwischen leben in Kloster Triefenstein auch Verheiratete, so auch seit 2011 der Theologe und Liedermacher Christoph Zehendner. Seit 2021 lebt und arbeitet im Kloster Triefenstein auch die Christusträger Weggemeinschaft. Junge Familien und Singles wollen die Brüder unterstützen und neue Akzente im alten Kloster setzen. Im Frühjahr 2023 besteht die Weggemeinschaft aus fünf Erwachsenen und drei Kindern.

## Fälle sexuellen Missbrauchs
Im Bericht „Zugeben, was geschehen ist“ vom 23. Juli 2023 legt die Christusträger-Bruderschaft Triefenstein am Main offen, dass in ihrer Kommunität jahrelang sexueller Missbrauch stattgefunden hat. Am 5. Oktober 2023 veröffentlichte die von den Christusträgern eingesetzte, aus vier Personen bestehende „Spurgruppe“ einen 99-seitigen Bericht, wonach der 2018 verstorbene erste Prior Otto Friedrich zwischen 1963 und 1995 mindestens acht Mitbrüder zum Teil schwer sexuell missbraucht haben soll. Ein vom Missbrauch Betroffener war zum Tatzeitpunkt noch minderjährig. Drei der missbrauchten Brüder wurden selbst zu Tätern. Seit der Absetzung Friedrichs als Prior und seinem Austritt aus der Bruderschaft im Jahr 1996 waren die Missbrauchstaten innerhalb der Bruderschaft bekannt, wurden aber nicht weiter verfolgt. Zum Zeitpunkt der Veröffentlichung war keiner der Täter mehr Teil der Bruderschaft. Die Bruderschaft hat als Institution bei den Opfern um Entschuldigung gebeten und den Bericht auf ihrer Website für die Öffentlichkeit zugänglich gemacht.